# Ashok Leyland 1518
Ashok Leyland 1518 — индийский среднетоннажный грузовой автомобиль грузоподъёмностью 10,2 тонны с антиблокировочной системой производства Ashok Leyland на основе Ford Cargo. Представлена в Украине 27 декабря 2012 года, где производится на Бориспольском автозаводе и продаётся под маркой БАЗ-Т1518 «Подорожник».

## Технические характеристики
Автомобиль комплектуется четырёхтактным дизельным двигателем с турбонаддувом НА57L135 Евро-2,3, объёмом 5759 см3, мощностью 183,5 л. с., крутящим моментом 660 Н*м. КПП — механическая 6 ступенчатая. Колёсные диски и шины — 11R/22.5.

## БАЗ-Т9016
БАЗ-Т9016 «Подорожник» — украинский среднетоннажный грузовой автомобиль с антиблокировочной системой, выпускаемый индийской компанией Ashok Leyland по лицензии Бориспольского автозавода с 2013 года. Автомобиль является копией Ashok Leyland 9016 семейства Ecomet, созданного на основе Ford Cargo.